# Простий пасьянс
«Простий пасьянс» — радянський художній фільм 1990 року, знятий режисером Леваном Еріставі на кіностудії «Грузія-фільм».

## Сюжет
Фільм відображає життя молоді різного кола у 80-х роках у місті Тбілісі.

## У ролях
- Ека Кахіані — головна роль
- Дато Євгенідзе — головна роль
- Нана Шонія — головна роль
- Дато Джапаріде — роль другого плану
- Резо Кікнадзе — роль другого плану
- Ніно Сургуладзе — роль другого плану
- Ламзіра Чхеїдзе — роль другого плану
- Дато Меквабішвілі — роль другого плану
- Михайло Матіашвілі — роль другого плану
- Кеті Асатіані — роль другого плану
- Гія Цінцадзе — роль другого плану

## Знімальна група
- Режисер — Леван Еріставі
- Сценаристи — Баадур Баларджішвілі, Леван Еріставі
- Оператор — Георгій Берідзе
- Композитор — Дато Євгенідзе
- Художник — Гоча Майсурадзе